# 志道堂
志道堂（Igreja Chi Tou），中華基督教會在澳門的屬下堂會，是澳門最古老的基督新教華人教會之一。此教會位於澳門馬大臣街，會友有六、七十人，在澳門教會來說，算是中型教會。

## 今天的情況
在出生率甚低的澳門，辦小學不容易。2004年，志道堂所屬之馬禮遜學校最後一屆的小六學生畢業以後，學校正式結束。其他年級的學生也在校方幫助下轉校。
因著學校的結束，原來在志道堂參加團契的學生好些也搬到別區，團契的人數也下滑了。目前志道堂有供小學生參加的初少團契，供中學生和大學生參加的少年團契，以及給成年人的青年團契，以及婦女服務團。

## 备注
1. ^ 志道堂和澳门浸信会谁是澳门最古老的华人教会一直有争论，这是因为出于计算方法的不同，澳门浸信会是在未有会址但在家庭众会时有5位信徒受浸歸入基督开始计算，志道堂虽是1906年才创堂，但它早在1889年时就有信徒众会。
2. ^ 澳門至2008年有四千多名經常做禮拜的的信徒，教會卻有八十間。除了少數教會有過百人聚會外，絕大部份教會是二十至五十人聚會。